# Pokémon Battle Revolution
Pokémon Battle Revolution (ポケモンバトルレボリューション, Pokémon Batoru Reboryūshon?) est un jeu vidéo sorti en décembre 2006 au Japon sur Wii, et en Europe le 7 décembre 2007.
Le jeu est une suite spirituelle des deux Pokémon Stadium mais présente moins de contenu que ses prédécesseurs sur Nintendo 64. Il ressemble également aux jeux Pokémon Colosseum et Pokémon XD : Le Souffle des Ténèbres dans ses graphismes, dont il reprend certains modèles et animations,. Le jeu est issu de la génération introduite par Pokémon Diamant et Perle, et n'est compatible qu'avec les versions Pokémon sur Nintendo DS de cette quatrième génération. À partir de Pokémon Noir et Blanc inclus, aucune version ne dispose de compatibilité avec Pokémon Battle Revolution.

## Information sur le jeu
Il est compatible avec le système Wi-Fi de la Wii et peut être connecté à une Nintendo DS sur les jeux de la quatrième génération (Diamant, Perle, Platine, Or HeartGold et Argent SoulSilver). À l'image de ses ancêtres sur Nintendo 64, et au contraire des jeux Pokémon sur GameCube, il ne propose pas de mode RPG dans lesquels une aventure était proposée. Pokémon Battle Révolution présente une suite de combats contre des dresseurs dans un des différents stades proposés, qui va mener le joueur à un boss. Une fois ce boss vaincu, le joueur peut passer au stade suivant.
Une des nouveautés de cet opus est que le joueur peut personnaliser son dresseur, de son apparence physique à ses vêtements. Certains dans un style occasionnel ou plus fantasiste allant à même des tenues cosplay de certains pokémon emblématiques (comme Groudon ou Elekable).

### Les Stades
Chaque stade a ses propres règles. Mais elles ne sont appliquées qu'en mode "combat Colosseum".
- Colosseum de l'Orée : Le joueur affronte 7 dresseurs en combats solo avec une des deux cartes de location mises à sa disposition. De nouvelles cartes sont débloquées au fur et à mesure du jeu. Trois Pokémon par dresseur. Le leader se nomme Francis.
- Colosseum de la Grand-Rue : Le joueur affronte 7 dresseurs avec une carte perso ou de location en combats simples. Trois Pokémon par dresseur. Le leader se nomme Iris.
- Colosseum des Hautes-Chutes : Le joueur affronte 7 dresseurs avec une carte perso ou de location. Chaque match est divisé en 5 manches, mais 3 victoires suffisent pour battre l'adversaire. L'ordre de choix des Pokémon avant le combat détermine les combattants de chaque manche. 5 Pokémon par dresseur. Le leader se nomme Marine.
- Colosseum du Belvédère : Le joueur affronte 7 dresseurs avec une carte perso ou de location. Les Pokémon des deux dresseurs sont mélangés et disposés sur une roulette. Le hasard détermine, chacun à son tour, les 4 Pokémon de chaque dresseur. Les Pokémon s'affrontent dans des combats duo. Le leader se nomme Rosaura.
- Colosseum de Cristal : Le joueur affronte 5 dresseurs maximum, dont le leader, dresseur final. 16 dresseurs, dont 15 ordinateurs, prennent part à un tournoi. Au fur et à mesure de sa progression, le joueur affronte des dresseurs victorieux, jusqu'au leader, qui s'appelle Voldon. 4 Pokémon par dresseur qui combattent en duo.
- Colosseum Belle-Saison : Les règles sont les mêmes que le Colosseum de la Grand-Rue, sauf que les combats sont des combats duo, et que chaque équipe comporte 4 Pokémon. Le leader se nomme Rubana.
- Colosseum du Cratère-Ardent : Le joueur affronte 7 dresseurs en combats simples. Le but de ce Colosseum est d'accumuler le moins de KO possible. Le leader s'appelle Terrence. 3 Pokémon par joueur.
- Colosseum du Crépuscule : Le joueur affronte 4 dresseurs. Il doit choisir parmi 12 Pokémon pris au hasard munis de capacités aléatoires. Fait unique, les deux adversaires peuvent avoir le même Pokémon. 4 Pokémon par équipe qui combattent en duo. Le leader se nomme Rune.
- Colosseum de la Pleine-Lune : Les règles sont les mêmes que le Colosseum Belle-Saison, sauf qu'un épais brouillard diminuera la précision des Pokémon des deux équipes. Le brouillard peut toutefois être dissipé avec Anti-Brume. Le leader se nomme Kruger.
- Colosseum du Ciel-Etoilé : Le Colosseum final. Le joueur affronte 6 leaders d'autres Colosseums : Iris, Marine, Rosaura, Voldon, Terrence et Rune. 4 Pokémon par équipe qui combattent en duo. Le leader final est un nouveau et se nomme Mystérius.
- Colosseum de l'Atoll : Ce Colosseum est différent des autres. Il n'est pas jouable en combat Colosseum et ne propose pas de challenge. Il n'a pas de règles particulières. Il est cependant disponible dans tous les autres modes.

À noter : Les Colosseums de l'Orée, de la Grand-Rue et de l'Atoll sont disponibles dès le début. Mais le Colosseum de l'Atoll ne fait pas partie du mode "combat Colosseum". Les autres Colosseums sont débloqués au fur et à mesure de l'avancée dans le jeu.

## Forme de Pokémon post Diamant et Perle
Pokémon Battle Revolution, bien que compatible avec les versions de quatrième génération Pokémon Platine ainsi que Pokémon Or HeartGold et Argent SoulSilver, ne peut pas afficher les formes de certains Pokémon introduits dès Pokémon Platine (en 2008), car inexistantes à la sortie du jeu (en 2006).
Les Pokémon concernés sont :
- La forme Ciel de Shaymin ;
- Les différentes formes d'appareils électroménager de Motisma ;
- La forme Originelle de Giratina.

## Après la fin du jeu
- Après avoir terminé le jeu, de nouvelles règles apparaissent dans certains Colosseum, comme le niveau 50.
- Il est possible d'obtenir un Pikachu surfeur, exportable vers les versions Diamant, Perle, Platine, Or HeartGold et Argent SoulSilver via le Cadeau Mystère[3].
- Après avoir fini le jeu, c'est-à-dire après avoir fini les 10 cColosseums, il est possible de le transférer grâce au Cadeau Mystère des versions Diamant, Perle, Platine, Or HeartGold et Argent SoulSilver.

## Bonus cachés
En entrant des codes spéciaux dans la présentation de l'avatar, il est possible de débloquer Elekable et Maganon, qui sont exportables dans Diamant, Perle, Platine, Or HeartGold et Argent SoulSilver via le Cadeau Mystère, mais un seul exemplaire par jeux DS chacun.

## Accueil

### Réception critique
Pokemon Battle Revolution a été très mal reçu à sa sortie. Sa note sur Metacritic est de 53, une note basse comparée aux jeux les plus semblables dans la série, Pokemon Stadium 2 recevant la note de 78, Pokemon Colosseum 73 et Pokemon XD: Gale of Darkness 64. La réception publique est encore plus sévère, Battle Revolution étant noté 6,4 alors que ses prédécesseurs sont notés 8,2 pour le jeu Nintendo 64 et 8,1 pour ceux de GameCube.
Le site IGN lui donne la note de 5/10. La critique souligne le manque de mécaniques qui encourageraient l'implication du joueur au cours de la campagne et notamment pour participer à des combats contre d'autres dresseurs. La critique qualifie le jeu de "démo de combats en 3D".

### Postérite de la bande originale
Le compositeur Tsukasa Tawada, déjà responsable de la bande originale de Colosseum et de Gale of Darkness est l'auteur des nombreuses musiques du jeu. Malgré la réception froide du jeu, les compositions de Battle Revolution ont connues un regain de popularité auprès de la communauté, pourtant habituée à la virtuosité des musiques de la série.
De nombreuses vidéos YouTube utilisent les musiques du jeu pour accompagner des moments explicatifs ou plus énergiques avec les musiques de combat les plus intenses.